# Propaganda
Propagánda je javno načrtno razširjanje različnih ideoloških nazorov. Cilj propagande je vpliv na javno mnenje v političnih, ekonomskih, psiholoških in drugih okvirih. Ker je propaganda mnogokrat enačena tudi z manipulacijo, je v slabšalnem smislu lahko pojmovana kot potvarjanje ali namerno prikrivanje (t. i. »lažna propaganda«) dejstev.

## Etimologija
Izraz izvira iz latinščine in je bil izpeljan iz imena leta 1622 ustanovljene Kongregacije za evangelizacijo narodov znotraj Rimskokatoliške cerkve, s tedanjim imenom Sacra Congregatio de Propaganda Fide. Namen kongregacije je bil sprva širjenje katoliške vere v nekatoliških deželah.
Kongregacijo so tedaj na kratko imenovali le Propaganda.   Po letu 1790 se je izraz propaganda začel uporabljati tudi za prepričevanje v krogih izven cerkve. V sodobnem pomenu se je izraz udomačil sredi 19. stoletja, ko so propagando kot sredstvo in način komunikacije ter manipulacije z javnostjo pričeli uporabljati (in tudi zlorabljati) v politične namene. .